# The Happiest Days of Our Lives
The Happiest Days of Our Lives è un brano musicale dei Pink Floyd, composto e cantato da Roger Waters e pubblicato nell'album The Wall del 1979. Nella struttura dell'album, il brano funge da ponte tra Another Brick In The Wall Part 1 e Another Brick In The Wall Part 2.

## Composizione
Il brano dura circa 1 minuto e 46 secondi e si apre con il suono di un elicottero che dura 24 secondi e la voce di un maestro di scuola che richiama un ragazzo, tipico esempio di Tape effect.
Il suono dell'elicottero si interrompe bruscamente e una chitarra accompagna dei contrappunti drammatici all'unisono di batteria e basso introducendo la parte cantata, nella quale lo strumento che prevale nell'accompagnamento è il basso. Alla fine della parte cantata viene introdotto direttamente il brano Another Brick in the Wall Part 2. Un coro accompagnato da una batteria e, negli ultimi due secondi del brano, un forte e acuto urlo di Roger Waters creano il collegamento fra le due canzoni e le fanno sembrare un tutt'uno. Il ritmo varia bruscamente e continuamente. 
Nel film Pink Floyd The Wall il suono dell'elicottero che apre il brano fu sostituito con il suono di un treno.

## Trama
Come le altre canzoni dell'album The Wall, anche The Happiest Days of Our Lives narra una parte della storia di Pink, il protagonista. Cresciuto, Pink viene mandato in una scuola dove ci sono insegnanti pazzi, severi e molto spesso violenti, che non vedono l'ora di deridere i loro studenti.

## Versione video
Pink e due suoi amici vanno in un campo dove passa una ferrovia. Pink entra nel tunnel dove passano i binari per lasciare dei proiettili sul ferro della rotaia e vederli esplodere al passaggio del treno. Quando questo arriva, però, Pink si trova ancora nel tunnel e vede, in preda a un'allucinazione, ragazzi senza volto nei vagoni del treno, mentre alla fine del tunnel un insegnante urlando gli ordina di rimanere immobile.
La scena successiva è ambientata nella scuola di Pink, che durante una lezione viene scoperto dal suo maestro mentre scrive una poesia; l'insegnante lo colpisce su una mano con un righello e lo deride, leggendo ciò che aveva scritto a tutti i suoi compagni. La poesia contiene alcuni versi tratti dalla canzone Money (dall'album The Dark Side of the Moon). La scena cambia e mostra lo stesso insegnante a casa sua mentre cena con la moglie, che lo costringe a mangiare un nocciolo di oliva che, per ovvie ragioni aveva lasciato nel piatto. Il filmato si conclude con l'immagine dell'uomo che picchia un suo alunno per sfogare la rabbia repressa.
Nel film Pink Floyd The Wall, secondo Gerald Scarfe, avrebbe dovuto esserci un pupazzo dell'insegnante al termine del tunnel, che Alan Parker disegnò. L'idea però non funzionò, quindi la parte dell'insegnante fu interpretata da Alex McAvoy.

## Esecutori
- Roger Waters: basso, voce [2].
- David Gilmour: chitarra [2].
- Nick Mason: batteria e percussioni [2].
- James Guthrie: percussioni [2].